# Richmal Crompton
Richmal Crompton Lamburn, född 15 november 1890 i Bury i Greater Manchester (i dåvarande Lancashire), död 11 januari 1969 i Bromley utanför London, var en brittisk författare som skrev under namnet Richmal Crompton.
Hon var känd för sina ungdomsböcker om den odygdige skolpojken William Brown (på svenska kallade Bill-böckerna), som började utges i Storbritannien redan på 1920-talet. Av de totalt 38 böckerna i serien har 24 översatts till svenska - många av dem finns i två översättningar och en, den allra första i serien, har översatts tre gånger. Flera av de svenska översättningarna har delats upp på två volymer med olika titlar (se nedan). Den översättare som översatt flest Bill-böcker är Arne Lönnbeck som mellan 1923 och 1945 översatte femton böcker. Bland efterföljande Bill-översättare märks Britt G. Hallqvist och Ingegärd Martinell.
Berättelserna om Bill har även gått som följetong i svenska serietidningar (91:an och Mika), med illustrationer av Rolf Gohs.

### Bill-böcker
- Just William 1922; sv. 1. "En riktig tjuvpojke" (1923), 2. "Bill den oslagbare" (1966)/"Bill den otrolige" (1967), 3. "Bara Bill" (1981)
- More William 1922; sv. 1. "Bill på nya äventyr" (1924), 2. "Bill på nya äventyr" (1967)/"Bill tar hämnd" (1968)
- William Again 1923; sv. 1. "Bill alltjämt i farten" (1925), 2. "Bill i farten" (1968)/"Bill ger igen" (1969)
- William the Fourth 1924; sv. 1. "Pojkstreck och rackartyg" (1927) eller "Bills nya pojkstreck" (1927), 2. "Bill den omöjlige" (1969)/"Bill spelar högt" (1970)
- Still William 1925; sv. 1. "Bill den oförbätterlige" (1928), 2. "Bill den oförbätterlige" (1968)/"Bill den hejdlöse" (1969)
- William the Conqueror 1926; sv. 1. "Bill i klämman" (1929), 2. "Bill i klämman" (1970)/"Bill gör revolt" (1971)
- William the Outlaw 1927; sv. 1. "Bill och rättvisan" (1930), 2. "Bill och rättvisan" (1971)/"Bill är värst" (1972)
- William in Trouble 1927; sv. 1. Bill slår rekord" (1933), 2. "Bill slår rekord" (1970)/"Bill slår till" (1971)
- William the Good 1928; sv. 1. "Bill den förträfflige" (1931), 2. "Bill den förträfflige" (1969)/ "Bill utmanaren" (1970)
- William 1929; ej på sv.
- William the Bad 1930; sv. "Bill rackarungen" (1981)
- William's Happy Days 1930; sv. "Bills lyckliga dar" (1981)
- William's Crowded Hours 1931; sv. "Bill i farten" (1982), ej samma som ovanstående m. samma sv. titel!
- William the Pirate 1932; sv. 1. "Bill och de laglösa" (1934), 2. "Bill sjörövaren" (1982)
- William the Rebel 1933; sv. 1. "Bill som detektiv" (1935)/"Alla tiders Bill" (1935), 2. "Bill upprorsmakaren" (1981)
- William the Gangster 1934; sv. "Bill gangstern" (1982)
- William the Detective 1935; sv. 1. "Bill - detektiven" (1940), 2. "Bill som detektiv" (1981), ej samma som ovanstående m. samma sv. titel!
- Sweet William 1936 ; sv. 1. "Bill klarar affärerna" (1942), 2. "Bill klarar affärerna" (1981)
- William the Showman 1937; ej på sv.
- William the Dictator 1938; sv. "Bill diktatorn" (1939)
- William and the A.R.P. 1939 (a.k.a. William's Bad Resolution); sv. "Bill har otur" (1941)
- William and the Evacuees 1940 (a.k.a. William the Film Star); ej på sv.
- William Does His Bit 1941; ej på sv.
- William Carries On 1942; sv. 1. "Bill den orädde" (1945), 2. "Bill den orädde" (1982)
- William and the Brains Trust 1945; ej på sv.
- Just William's Luck 1948; ej på sv.
- William the Bold 1950; sv. "Bill den djärve" (1953)/"Bill ordnar biffen" (1954)
- William and the Tramp 1952; sv. "Bill den förskräcklige" (1956)/"Bill i högform" (1956)
- William and the Moon Rocket 1954; sv. "Bill i knipa" (1959)/"Bill tar hem spelet" (1960)
- William and the Space Animal 1956; ej på sv.
- William's Television Show 1958; sv. "Bill den fantastiske" (1960)/"Bill spelar TV-teater" (1961)
- William the Explorer 1960; ej på sv.
- William's Treasure Trove 1962; ej på sv.
- William and the Witch 1964; ej på sv.
- William and the Pop Singers 1965; ej på sv.
- William and the Masked Ranger 1966; ej på sv.
- William the Superman 1968; ej på sv.
- William the Lawless 1970; ej på sv.

### Andra böcker i svensk översättning
- Jimmy (Jimmy) (översättning Britt G. Hallqvist, B. Wahlström, 1955)
- Jimmy, upptågsmakaren (Jimmy again) (översättning Britt G. Hallqvist, B. Wahlström, 1955)

Verk av henne brändes under bokbålen i Nazityskland 1933.[källa behövs]